# HTBLA Kaindorf
Die Höhere Technische Bundeslehranstalt Kaindorf ist eine Höhere Technische Lehranstalt des Bundes in Kaindorf an der Sulm, Stadtgemeinde Leibnitz, Steiermark. Die Abteilung Mechatronik befindet sich in der Marktgemeinde Arnfels.

## Geschichte

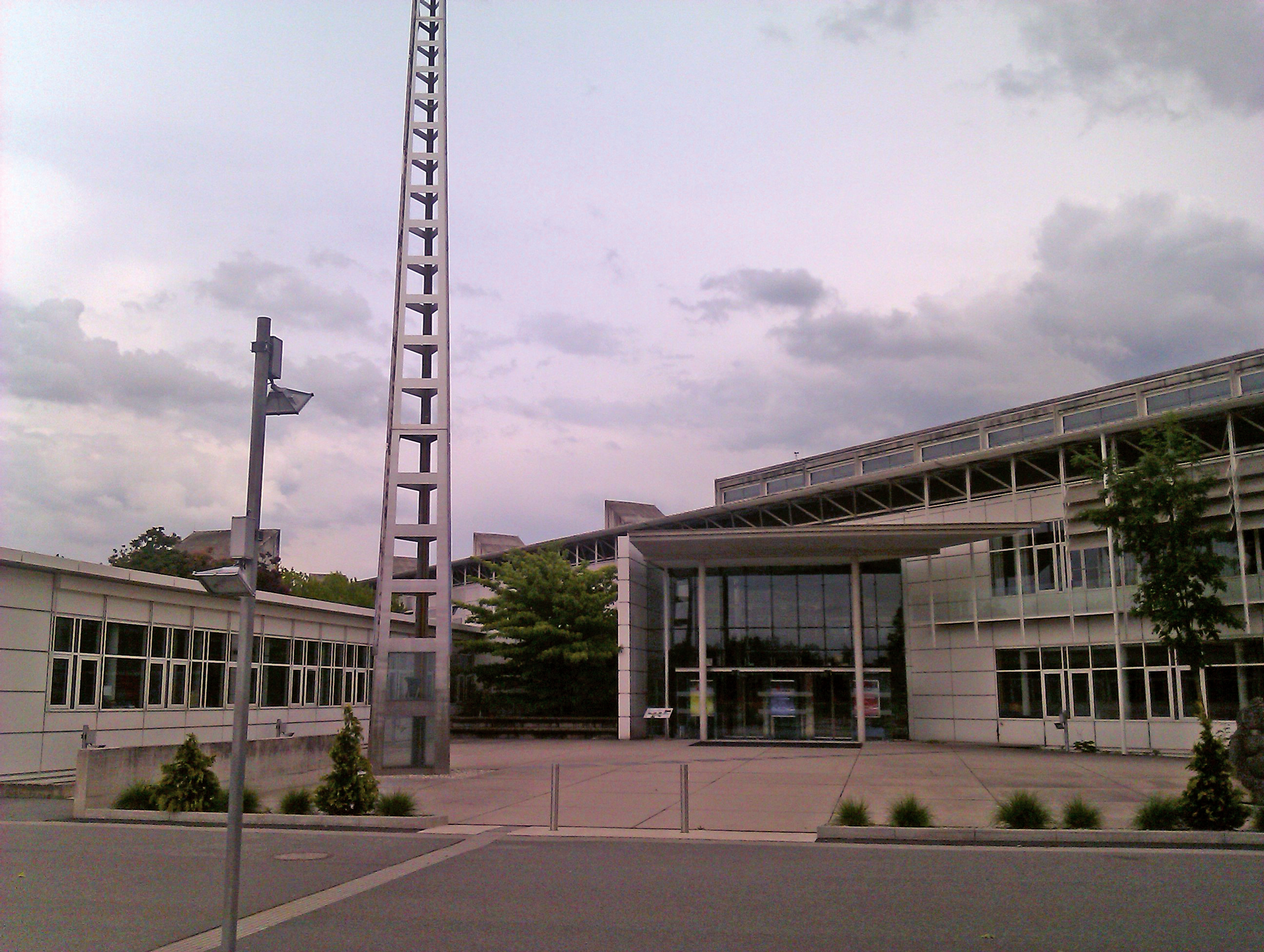
HTBLA Kaindorf

Am 13. September 1993 nahm die HTBLA Kaindorf den Schulbetrieb mit drei Jahrgängen der höheren Abteilung für EDV und Organisation als dislozierte höhere Lehranstalt in der Hauptschule Lebring-St. Margarethen auf. Ein Jahr später erfolgte die Übersiedlung in den Neubau der HTBLA Kaindorf und der Start der Abteilung Automatisierungstechnik mit zwei Jahrgängen. Im September 2002 wurde die Abteilung für Mechatronik als Dislozierung am Standort Arnfels eröffnet.
Im Jahr 2009 wurde die Abteilung EDV und Organisation vom Bundesministerium für Unterricht, Kunst und Kultur für zwei Schulversuche auserwählt. Zum einen wurde für die Jahrgänge 2006 und 2007 ab der vierten Schulstufe die Semestrierung eingeführt. Der zweite Schulversuch startete im selben Jahr mit den ersten Klassen der Abteilung EDV und Organisation. Hier wurde ein neuer Lehrplan eingeführt, der den Unterricht praxisorientierter gestalten sollte.

## Ausbildungszweige
An der HTBLA Kaindorf werden vier Zweige unterrichtet: Informatik, Automatisierungstechnik , Mechatronik sowie Robotik. Für die ersten drei Zweige existiert eine höhere Abteilung (HTL), deren fünfjährige Ausbildung mit der Matura und damit der Hochschulreife endet. Außerdem besteht eine Kooperation mit dem TZ Arnfels und dem WIFI Steiermark.

### Informatik
Die Abteilung Informatik bietet eine Ausbildung mit technischen und wirtschaftlichen Aspekten an. Schwerpunkte sind Software- und Datenbankengineering (auch für Multimedia- und Internetbereich), Planung und Aufbau und Betrieb von Netzwerken, kaufmännische Ausbildung in betrieblicher Organisation und Rechnungswesen, Ausbildung im Umgang mit SAP sowie Planung und Abwicklung von Projekten.
Das heißt, den Schülern werden Kenntnisse und Fertigkeiten, um Softwaresysteme in allen relevanten Bereichen der Informationstechnik einzusetzen, gelehrt. Dies bedeutet, wie sie entwickelt, adaptiert und betrieben werden. Weiters ist es auch Ziel der Ausbildung, den erfolgreichen Systementwicklungsprozess unter Verwendung aktueller Werkzeuge zu planen und zu überwachen, mit den Methoden des Projektmanagements auszuführen, sowie betriebswirtschaftliche und rechtliche Kenntnisse für die Modellierung geeigneter Informationsstrukturen und Abläufe sowie deren Implementierung.
Weiters können die Schüler folgende Industriezertifikate erlangen:
- Microsoft
- Java
- SAP
- Cisco
- Oracle

#### Englisch als Arbeitssprache
Die Schüler dieser Abteilung können auch Englisch als Arbeitssprache wählen. Das bedeutet, dass sie eine zusätzliche Englischstunde haben. Darauf aufbauend werden die Schüler auf Cambridge-Sprachzertifikate vorbereitet (FCE, BEC, CAE). Vom ersten bis zum dritten Ausbildungsjahr wird der Unterricht intensiver, durch den Einsatz eines Muttersprachlers, gestaltet. Im vierten Ausbildungsjahr haben die Schüler die Möglichkeit, eine Intensivsprachreise in ein englischsprachiges Land zu unternehmen. Teilbereiche des Fachunterrichtes werden auf Englisch abgedeckt. In der modernen Sprachpädagogik wird dies als „Content and Language Integrated Learning“ (CLIL) bezeichnet.
Um die Qualität der fachlichen Ausbildung sicherzustellen, werden weiterführende beziehungsweise vertiefende Stoffgebiete auf Deutsch erarbeitet. Des Weiteren steht es den Schülern frei, Prüfungen auf Deutsch oder Englisch abzulegen.
Vertiefende Schwerpunkte
Für die 4. und 5. Schulstufe werden auch vertiefende Schwerpunkte angeboten. Diese müssen verpflichtend gewählt und besucht werden. Folgende stehen zur Auswahl:
- Cyber Security
- Game Programming (Spieleentwicklung)
- UI/UX Design
- ROSc (Robotik)
- Business Organisation and Leadership - SAP
- Entrepreneurship
- Mixed Reality
  - bestehend aus Augmented Reality und Virtual Reality

#### Berufsbilder
Die Absolventen der Höheren Lehranstalt für Informatik können ingenieurmäßige Tätigkeiten als Applikations- und Softwareentwickler, Informationssystem-Organisator, System- und Anforderungsanalytiker, Applikationsdesigner, Datenbankdesigner und Datenbankprogrammierer, Anwendungs- und Systemprogrammierer, Software Engineer, Systemberater, Projektmanager, Datenschutz- und Datensicherheitstechniker, Systemadministrator, Systemmanager oder Informatiktrainer ausführen.

### Automatisierungstechnik
Die Schwerpunkte der Ausbildung liegen vor allem in der Werkstättenausbildung, wodurch ein breitgefächertes technisches Fachwissen erlangt werden soll.
Schwerpunkte sind die technische und wirtschaftliche Ausbildung in Elektronik, Maschinenbau, EDV und Betriebstechnik. Weiterhin die Ausbildung für die Bereiche Automatisierung von Arbeitsabläufen, Konstruktion, Steuerungsprogrammierung sowie Abwicklung von Projekten und die praktische Ausbildung in Werkstätten und Laboratorien.
Das heißt, den Schülern wird das Automatisieren von Maschinen und Anlagen sowie das Planen und Betreiben sowie die Steuerung von Arbeitsabläufen mit Hilfe von CNC (numerische Steuerung), speicherungsprogrammierbaren Steuerungen und Prozessleitsystemen gelehrt. In den Werkstätten werden die handwerklichen Fertigkeiten gefördert.
Die Automatisierung bildet ein Bindeglied zwischen Maschinenbau, Verfahrenstechnik, Elektrotechnik/Elektronik und EDV.
Das Reife- und Diplomprüfungszeugnis ersetzt die Unternehmerprüfung und die Lehrabschlussprüfung bei bestimmten Berufen.

#### Berufsbilder
Die Absolventen können in der Privatwirtschaft Tätigkeiten als Automatisierungstechniker in industriellen und gewerblichen Fertigungsbetrieben, in Dienstleistungsbetrieben und Planungsbüros (Automobilindustrie, Anlagenbau, Holz-, Kunststoff- und Metallverarbeitung, Papiererzeugung, Heizungs- und Klimatechnik, Umwelttechnik usw.) ausführen.
Im gehobenen Dienst (Verwendungsgruppe B) in Bund, Land und Gemeinde.

### Mechatronik
Mechanik und Elektronik bilden das Grundgerüst der Ausbildung der Abteilung Mechatronik.

Zusammensetzung Mechatronik

Die Abteilung Mechatronik besteht seit 2002 und ist am Standort Arnfels untergebracht. Der Spatenstich für den Umbau des alten Militärgebäudes erfolgte am 19. November 2004, der Umbau selbst dauerte ein Jahr.
Schwerpunkte sind technische und wirtschaftliche Ausbildung in Elektronik, Maschinenbau, Informatik und Mess-, Steuerungs- und Regelungstechnik, Ausbildung im Bereich Kfz-Systemtechnik, Abwicklung von Projekten und praktische Ausbildung in Werkstätten und Laboratorien.
Hierbei wird zum Beispiel die Konstruktion, der Bau und die Programmierung von Robotern erlernt. Auch werden Mess- und Prüfaufgaben im Bereich Kfz-Technik durchgeführt. Wie im Bildungszweig Automatisierung wird auch hier das handwerkliche Können in Werkstätten erlernt. Des Weiteren wird die praxisorientierte Abwicklung von mechatronischen Projekten – von der Idee bis zum fertigen Produkt – erlernt.
Das Reife- und Diplomprüfungszeugnis ersetzt die Unternehmerprüfung und die Lehrabschlussprüfung bei bestimmten Berufen.
Im Schuljahr 2016/2017 wird es auch in dieser Abteilung eine Klasse mit Englisch als Arbeitssprache geben.

#### Berufsbilder
Durch Kooperationen mit der Industrie während der Ausbildung ergeben sich Berufsmöglichkeiten unter anderem in der Automobil- und Autozulieferindustrie (Automobilcluster), weiters als Mechatroniker in industriellen und gewerblichen Fertigungsbetrieben, in Dienstleistungsbetrieben und Planungsbüros (Anlagenbau, Mess-, Steuerungs- und Regelungstechnik usw.) sowie im Bereich Inbetriebnahme und Wartung technischer Anlagen.
Im gehobenen Dienst (Verwendungsgruppe B) in Bund, Land und Gemeinde.

### Robotik
Ab dem Schuljahr 2019/20 wird ein Ausbildungsgang Robotik angeboten. Er umfasst neben Allgemeinbildung, technischer und wirtschaftlicher Ausbildung in Elektronik, Maschinenbau und Informatik die Spezialausbildung für Robotik, Handhabungstechnik und vernetzte Systeme. Vermittelt wird unter anderem die Abwicklung von Projekten. Die praktische Ausbildung erfolgt in Werkstätten und Laboratorien.

## Absolventenverband
Der Absolventenverband ist ein Karriere-Netzwerk, das Mitglieder über Jobangebote informiert. Er umfasst etwa 1000 Absolventen.

## Schulversuch – Semestrierung
2009 wurde die Abteilung EDV und Organisation vom Bundesministerium für Unterricht, Kunst und Kultur für zwei Schulversuche auserkoren. Mit dem ersten Schulversuch wurde für die Jahrgänge 2006 und 2007 ab der vierten Schulstufe die Semestrierung eingeführt. Das Schuljahr ist somit in zwei unabhängige Semester aufgeteilt, und das Wiederholen einer Klasse wegen zu vielen „Nicht Genügend“ wurde abgeschafft. Damit sollen die Schüler besser auf das Studium an weiterführenden Bildungseinrichtungen sowie für die Berufslaufbahn vorbereitet werden. Dieses System sollte zusätzlich einerseits die sehr hohe Abbrecherrate senken und andererseits den Lehrkräften helfen, die Schüler individueller zu betreuen. Nachdem sich das Modell der Semestrierung in der Abteilung EDV und Organisation bewährt hat, wurde es auch in den restlichen Abteilungen Automatisierungstechnik und Mechatronik eingeführt.
Der zweite Schulversuch startete im selben Jahr mit den ersten Klassen der Abteilung EDV und Organisation. Für die kommenden zwei ersten Jahrgänge wurde ein neuer Lehrplan eingeführt, der den Unterricht vor allem praxisorientierter gestalten sollte. Dabei wurde auch der Name der Abteilung in Informatik und Organisation (Inf&O) umbenannt und einige Gegenstände den aktuellen Gegebenheiten angepasst. Der Schulversuch mit dem Namen „EDV goes Informatik“ endet mit dem Jahrgang 2013/2014.

### Änderungen der Leistungsbeurteilung
Jeder Gegenstand wird pro Semester beurteilt, das heißt, die Note vom vorherigen Semester ist für das aktuelle nicht mehr relevant. Am Ende jedes Semesters erhalten die Schüler ein Semesterzeugnis. Negative Beurteilungen müssen durch Colloquien ausgebessert werden, diese können beliebig oft wiederholt werden. Von der Schule werden schulautonom vier Colloquiumstermine pro Jahr angeboten. Die freiwillige Wiederholung von Gegenständen des Semesters ist möglich, jedoch bleibt die Schulzeitbegrenzung auf sieben Jahre erhalten.

### Die Reife- und Diplomprüfung (RDP)
Im Rahmen der Reife- und Diplomprüfung kann maximal eine negative Beurteilung eines Unterrichtsgegenstandes in einem Semester ausgebessert werden. Schüler mit mehr als einer negativen Beurteilung werden zum Haupttermin der RDP nicht zugelassen. Es müssen zuerst die notwendigen Colloquien absolviert werden (ohne zahlenmäßige Begrenzung).
Sobald der Schüler die Zahl der „Nicht Genügend“ auf eines reduziert hat, ist er zum nächsten Termin der RDP zugelassen.

## Partner der Schule
Partnerfirmen der HTBLA Kaindorf sind:
- Boom Software
- Campus 02
- DESEO IT Services
- Evolaris
- FH Kärnten
- FH Joanneum
- BearingPoint Technology GmbH
- Jungheinrich
- Knapp AG
- Raiffeisenbank Leibnitz
- SFG – Steirische Wirtschaftsförderung
- Spielo
- SSI Schäfer
- Studien- & Technologie-Transfer Zentrum Weiz
- WKO Steiermark

## Schuleinrichtungen

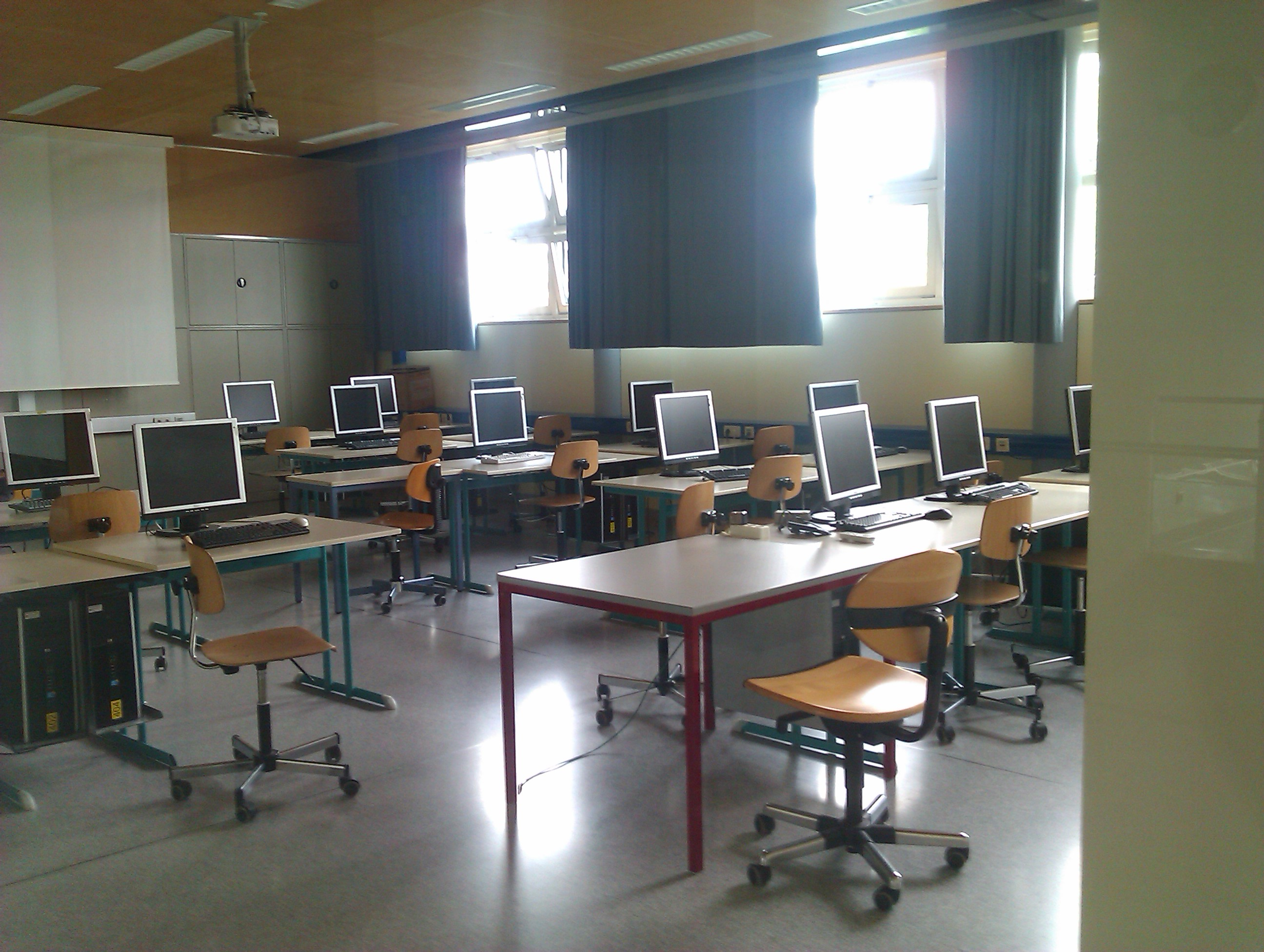
Einer der EDV-Säle

Das Gebäude der HTBLA Kaindorf wurde von 1992 bis 1994 nach den Plänen des Architekten Ernst Giselbrecht in der ehemaligen Marktgemeinde Kaindorf an der Sulm nahe der Südbahnstrecke errichtet. Durch eine klare Formensprache „soll gezeigt werden, wie Architektur – gestaltet mit den Mitteln der Technik – […] eine Selbstdarstellung der Inhalte der Lehre dieser Schule sichtbar machen kann.“
Zu den Einrichtungen der Schule gehören unter anderem mehrere EDV-Säle, Laboratorien (Cisco, Technische Informatik) und Werkstätten (beispielsweise Blechbearbeitung, Schmiede, Fräsen, Tischlerei, Steuerungstechnik, Robotik).
Am südlichen Teil des Geländes befinden sich eine Sporthalle mit integriertem Kraftraum und einer Tribüne sowie ein Sportplatz für Leichtathletik, Fußball und Beachvolleyball.

## Schulleitung
In der gesamten Zeit der HTBLA Kaindorf gab es erst drei Schulleiter. Von 1993 bis 1998 war Hansjörg Trummer Direktor der Schule. Als Hansjörg Trummer im Jahre 1998 nach dem Führen des ersten Jahrganges zur Reifeprüfung verstarb, übernahm Günter Schweigler die Schulleitung. Nach dessen Pension am Ende des Schuljahres 2022/2023, übernahm seine langjährige Stellvertreterin Maria Grassmugg ab dem Schuljahr 2023/2024 die Schulleitung.
| Name              | Von  | Bis   |
| ----------------- | ---- | ----- |
| Hansjörg Trummer  | 1993 | 1998  |
| Günter Schweigler | 1998 | 2023  |
| Maria Grassmugg   | 2023 | heute |